# Orba

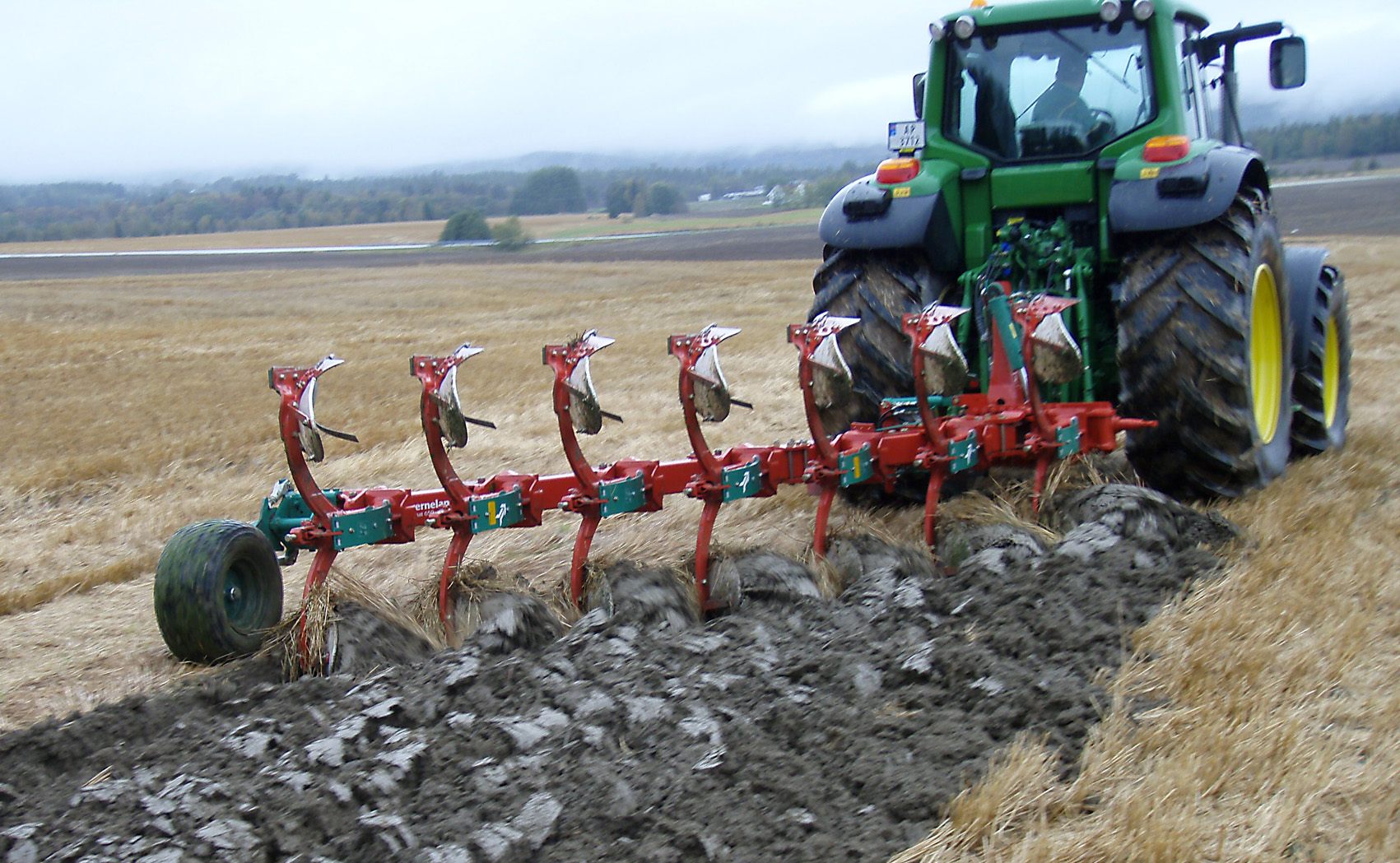
Orba

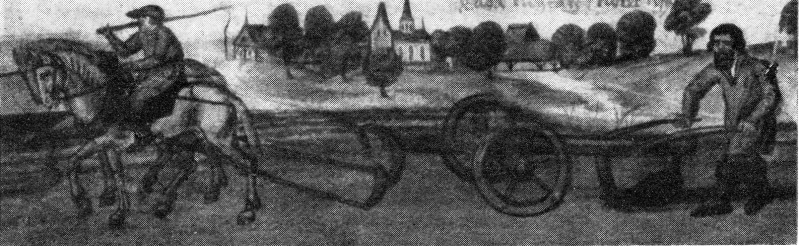
Orba pluhem v 15. století

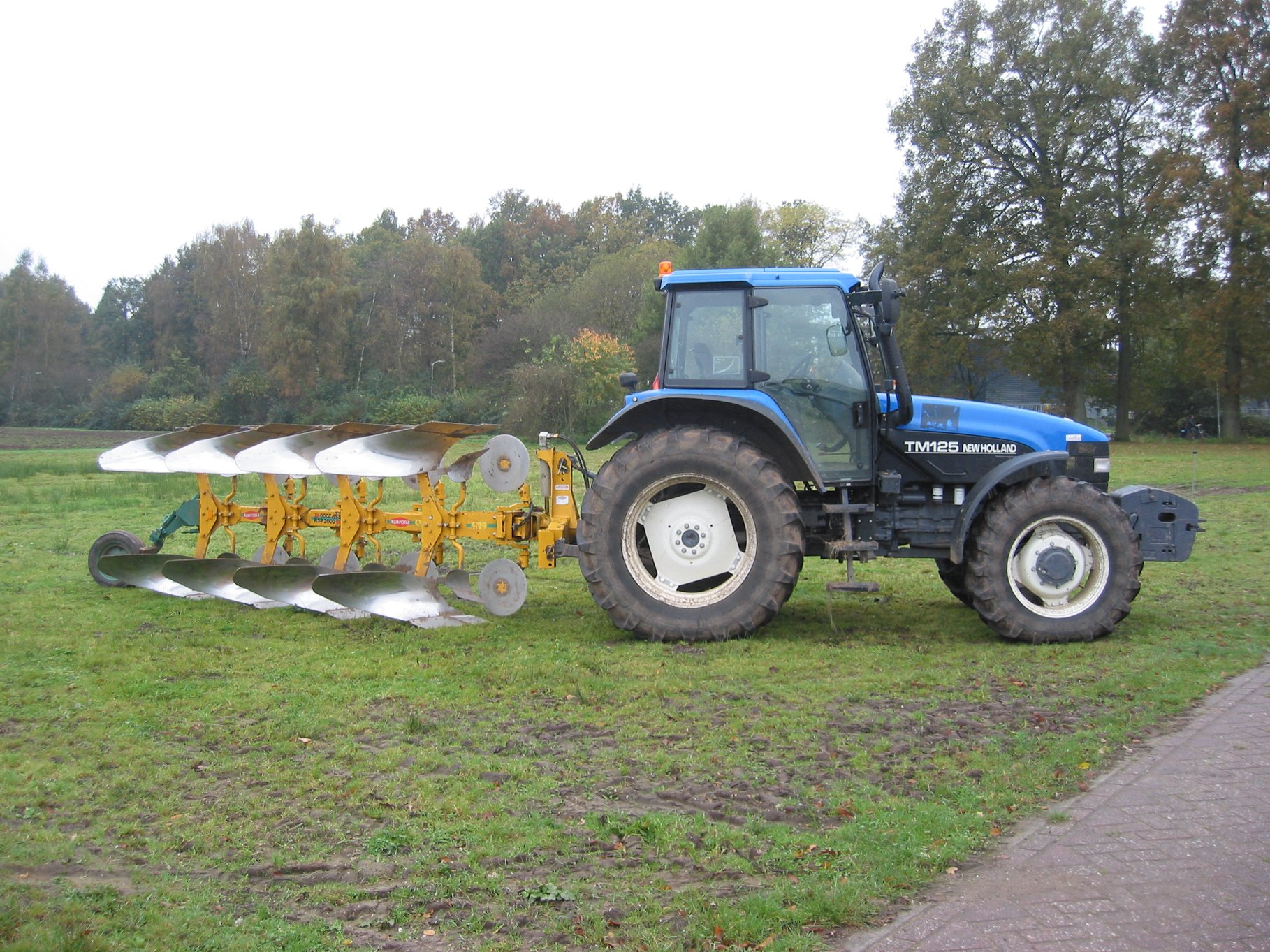
Pluh

Orba je způsob úpravy zemědělské půdy pomocí pluhu. Účelem orby je rozrušit a provzdušnit povrch zeminy do hloubky, zapravit (nebo také zaorat) posklizňové zbytky, statková a průmyslová hnojiva, zelené hnojení a zamezit růstu plevelů.
Orba se provádí radličnými či talířovými pluhy. Tažený pluh vodorovně odřezává pluhovým ostřím asi 30 cm široký pruh zeminy (tloušťka odřezávaného pruhu je nastavitelná). Tento pruh zeminy, tzv. skýba najíždí na spirálovitě stočenou ohrnovací desku, postupně se staví, až se obrátí o 180°. Někdy se používají též bezorební kombinátory, které šetří počet pojezdů zemědělské techniky po poli aj., a tedy i náklady.
Ve střední Evropě se oře na konci léta a na podzim po sklizni plodin.

## Historie
Od pravěku bylo využíváno jednodušší rádlo, které zeminu pouze rozrývalo. V době vrcholného středověku se rozšířilo užití asymetrického pluhu, který zeminu obrací. Jako tažná síla se většinou používal volský nebo koňský potah. V 19. století se začaly hledat vědecké cesty na zlepšení orby, např. ruchadlo, vylepšený pluh bratranců Veverkových. Ve 20. století se rozšířila mechanizace zemědělství a na místo zvířecího potahu se začal užívat traktor, který umožňuje orat širší pruh najednou.

## Rozdělení orby

### podle hloubky
- podmítka (7-14 cm)
- mělká orba (14–18 cm)
- střední orba (18–24 cm)
- hluboká orba (24–30 cm)
- velmi hluboká orba (nad 30 cm)
- rigolování – orba až do podorniční vrstvy (až 60 cm), při níž se obrací celý půdní profil. Jejím účelem je zúrodňování pozemků s malou vrstvou ornice.

### podle způsobu
- do skladu – přiorat k sobě – např. pětiradličný pluh vyorá pět brázd, které převrátí doprava. Na konci pole (na souvrati) se otočí a orá k pravé straně. Tím jsou brázdy sklopeny k sobě (sklad). Sklad je vyvýšený, na poli vznikne hrbol. Kdyby se každý rok při orbě oralo na sklad, byl by hrbol stále větší. Proto se každý rok orá střídavě na sklad a rozor.
- do rozoru – odorat od sebe – traktor orá po levé straně a sklápí brázdy od sebe. Na místě rozoru vznikne prohlubeň – strouha –, která by každým rokem byla hlubší. Proto se orá střídavě na sklad a rozor.
- do roviny – moderní způsob orby; ornice se přiklápí k jedné straně; vyžaduje použití oboustranného pluhu.

### Kvalitativní parametry orby
1. Termín orby – odvozuje se od stavu půdy a pěstované plodiny. Tradovalo se dodržet minimální odstup od orby do setí.
2. Ošetření ornice – urovnání pomocí traverzy nebo hrudořezů. Opatření je zvláště důležité u seťové orby ozimu, když je nutné rozrušit hroudy zároveň orbou. Po podzimní orbě se urovnání neprovádí.
3. Hloubka – celý pozemek by měl být zaorán na stejnou hloubku.
4. Stupeň obracení ornice a zapravení posklizňových zbytků – posklizňové zbytky by měly být dobře zaklopeny. Závisí na orebním poměru (poměr mezi šířkou záběru orebního tělesa a hloubkou orby; min. mezní hodnota 1,27) a na použití předradličky (orebního tělesa bez plazu před orebním tělesem).

Poznámka: Zemědělská literatura je nejednotná v pojmech. V některých publikacích je jako radlice označováno pluhové ostří, v jiných komplet pluhového ostří s ohrnovací deskou.

## Výhody orby
- uvolňuje a provzdušňuje horní vrstvu půdy, což usnadňuje setí a zakořenění plodin

- pomáhá začleňovat zbytky plodin do půdy čímž zlepšuje její organický obsah a úrodnost

- mechanicky ničí plevele

- pomáhá snížit výskyt škůdců

## Nevýhody orby
- intenzivní orba způsobuje erozi půdy, zejména na svazích a v oblastech s intenzivními dešťovými srážkami

- půda ztrácí živiny jako je dusík a hnojivo

- snižuje schopnost uchovávat vodu

- vyžaduje použití těžké zemědělské techniky, což zvyšuje náklady

- zhutňuje půdu a vytváří plužní pánve

## Alternativy
V moderním zemědělství se potřeba orby výrazně snížila. Plodiny mohou být pěstovány bez orby díky využití herbicidů pro kontrolu plevele, odrůdám plodin, které snášejí zhutněnou půdu, a strojům, umožňujícím sejí do půdy, která neprošla žádným zpracováním a na jejímž povrchu tedy zůstávají rostlinné zbytky předchozí plodiny. Tato technologie se nazývá no-till farming (bezorebné obdělávání půdy) a výrazně snižuje náklady a vliv na životní prostředí tím, že redukuje erozi půdy, spotřebu dusíkatých hnojiv a množství spotřebovaných pohonných hmot.
Výhody a nevýhody orby se stále vědecky zkoumají.